# Alto da Boa Vista (métro de São Paulo)
Alto da Boa Vista (en portugais : Estação Alto da Boa Vista) est une station de la ligne 5 (Lilas) du métro de São Paulo. Elle est située sur l'avenida Santo Amaro, dans le quartier Santo Amaro, à São Paulo au Brésil. Elle dessert un quartier résidentiel avec écoles et commerces.
Mise en service en 2017 par le métro de São Paulo, elle est exploitée depuis 2018 par le concessionnaire ViaMobilidade.

## Situation sur le réseau

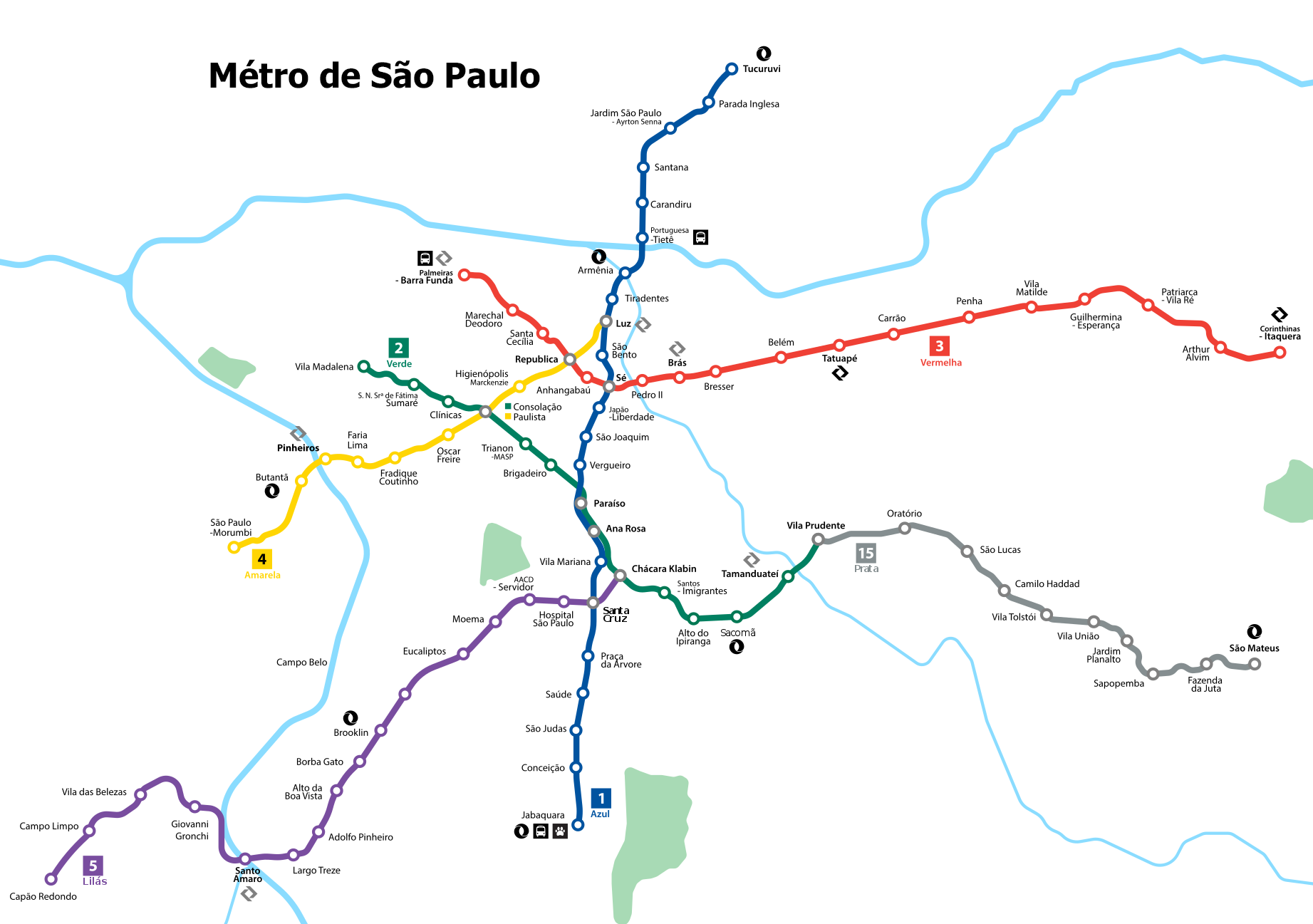
Plan du Métro de São Paulo 2020.

Établie en souterrain, la station Alto da Boa Vista est située sur la ligne 5 (Lilas) entre les stations Adolfo Pinheiro, en direction du terminus Capão Redondo, et Borba Gato, en direction du terminus Chácara Klabin.
Elle dispose d'un quai central encadré par les deux voies de la ligne.

## Histoire
Initialement, la station devait être livrée dans l'année 2014, mais une suspicion de collusion d'entreprises venant du Parquet a fini par suspendre les travaux pendant 15 mois, provoquant des retards. Sa construction c'est effectuée dans une tranchée à ciel ouvert. Elle est réalisée en béton avec une couverture de l'accès principal réalisée avec un dôme d'acier et de verre pour favoriser l'éclairage naturel.
La station Alto da Boa Vista est mise en service le 6 septembre 2017, lors de l'ouverture à l'exploitation du prolongement d'Adolfo Pinheiro à Brooklin.

## Services aux voyageurs

### Accès et accueil
Elle dispose de deux accès, A au 6936 avenue Santo Amarao et B au 1347 avenue Pinheiro, équipés d'escaliers mécaniques et d'ascenseurs pour l'accessibilité des personnes à la mobilité réduite. La mezzanine au niveau -1 dispose de la billetterie et permet accès et échanges avec le quai central situé au niveau -2.

### Desserte
Alto da Boa Vista est desservie, tous les jours de 4h40 à minuit, par les rames de la ligne 5 du métro de São Paulo.
| Ligne                         | Terminus                       | Stations | Durée du voyage (min) | Intervalle minimum entre les trains | Opération                                                      |
| ----------------------------- | ------------------------------ | -------- | --------------------- | ----------------------------------- | -------------------------------------------------------------- |
| Ligne 5 du métro de São Paulo | Capão Redondo ↔ Chácara Klabin | 17       | 33                    | 75 (projecté) 165 (actuel)          | Du dimanche au vendredi, de 4h40 à 0h. Le samedi de 4h40 à 1h. |

### Intermodalité
Elle est desservie par des bus du Corridor Santo Amaro-Nine de Julho-Centro (pt).

## À proximité
On y trouve notamment la Cathédrale anglicane de São Paulo et le Club équestre de Santo Amaro.